# Institut national des sciences appliquées de Strasbourg
Fundat el 2003, l'Institut national des sciences appliquées de Strasbourg, també anomenat INSA Strasbourg, és una grande école d'enginyeria de França. Està situada a la ciutat de Estrasburg i inclou el Campus Universitat d'Estrasburg.
L'INSA Strasbourg és un establiment públic d'ensenyament superior i de recerca tècnica.
L'escola lliura els títols següents:
- Diploma d'enginyer de l'INSA Strasbourg (Màstere Ingénieur INSA Strasbourg)
- Diploma de màster de recerca i doctorat
- Mastère spécialisé[3]

## Graduats famosos
- Christian Bourquin, un polític francès i nord-català